# Џејмс Дин
Џејмс Бајрон Дин (енгл. James Byron Dean; Марион, 8. фебруар 1931 — Шолам, 30. септембар 1955) je амерички филмски глумац. Остаће упамћен по једној од најкраћих и најспектакуларнијих филмских каријера у историји Холивуда. За само нешто више од годину дана и са само три снимљена филма достигао је светску славу и постао симбол немирних и незадовољних генерација америчке омладине с краја педесетих година 20. века. И данас, деценијама после смрти, његов лик представља својеврсну културну икону, оличење бунтовника, аутсајдера и усамљеника и има велики број обожавалаца широм света.
Након смрти у саобраћајној несрећи 30. септембра 1955, Дин је постао први глумац који је постхумно добио номинацију за Оскара за најбољег глумца за улогу у Источно од раја. Након што је следеће године добио другу номинацију за своју улогу у Гиганту, Дин је постао једини глумац који је имао две постхумне номинације за глуму.  Године 1999, Амерички филмски институт га је сврстао на 18. место најбоље мушке филмске звезде Холивуда Златног доба на AFI-овој листи 100 година...100 звезда.

## Биографија

### Детињство и образовање
Џејмс Бајрон Дин је рођен 8. фебруара 1931. у стану Севен Гејблс на углу 4. улице и Меклур улице у Мериону, Индијана, као једино дете Милдред Мари Вилсон и Винтона Дина. Тврдио је да је његова мајка делом била Индијанка, а да је његов отац припадао „линији првобитних досељеника која се може пратити до Мејфлауера“. Шест година након што је његов отац напустио пољопривреду да би постао зубни техничар, Дин се са породицом преселио у Санта Монику у Калифорнији. Био је уписан у државну школу Брентвуд у округу Брентвуд у Лос Анђелесу, али је убрзо пребачен у основну школу Мекинли. Тамо је породица провела неколико година, а по свему судећи, Дин је био веома близак са мајком. Према Мајклу де Анђелису, она је била „једина особа способна да га разуме“. Године 1938, Динову мајку је изненада захватио акутни бол у стомаку и брзо је почела да губи на тежини. Умрла је од рака материце када је Дин имао девет година. Пошто није могао да брине о свом сину, Динов отац га је послао да живи са својом тетком и ујаком, Ортенсом и Маркусом Винслуом, на њиховој фарми у Фермаунту, Индијана, где је одрастао у њиховом квекерском домаћинству.
У својој адолесценцији, Дин је тражио савет и пријатељство локалног методистичког пастора, свештеника Џејмса де Вирда, који је изгледа имао формирајући утицај на Дина, посебно на његова будућа интересовања у борби с биковима, тркама аутомобила и позоришту. Према Билију Џ. Харбину, Дин је имао „интимну везу са својим пастором, која је почела у његовој завршној години средње школе и трајала много година“. Наводна сексуална веза је сугерисана у књизи Пола Александера из 1994. Булевар разбијених снова: Живот, времена и легенда Џејмса Дина. Године 2011. објављено је да се Дин једном поверио Елизабет Тејлор да га је проповедник сексуално злостављао отприлике две године након смрти његове мајке. Други извештаји о Диновом животу такође сугеришу да га је де Вирд сексуално злостављао било као дете или као касни тинејџер.
Динов укупни учинак у школи био је изузетан и био је популаран ученик. Играо је за бејзбол и универзитетске кошаркашке тимове, студирао је драму и такмичио се у јавном говору кроз Форензичко удружење средње школе Индијане. Након што је дипломирао у средњој школи Фермаунт у мају 1949, вратио се у Калифорнију са својим псом Максом да би живео са оцем и маћехом. Дин се уписао на колеџ Санта Моника и дипломирао на правном смеру. Прешао је на Универзитет Калифорније у Лос Анђелесу (UCLA) на један семестар и променио смер у драму, што је резултирало отуђењем од његовог оца. Заложио се за Сигма Ну братство, али никада није покренут. Док је био на UCLA, Дин је изабран из групе од 350 глумаца да тумачи Малколма у Магбету. У то време почиње да глуми и у радионици Џејмса Витмора. Јануара 1951. напустио је UCLA да би наставио пуну каријеру као глумац.

## Глумачка каријера

### Почеци
Диново дебитантско појављивање на телевизији било је у реклами за Пепси. Напустио је колеџ да би глумио и добио је улогу у свом првом говорном делу, као Јован апостол у Брду број један, ускршњем телевизијском специјалу који драматизује Васкрсење Исусово. Дин је током продукције програма радио на филмском ранчу Иверсон који се често снимао у области Четсворт у Лос Анђелесу, за који је на локацији на ранчу изграђена реплика Исусовог гроба. Дин је потом добио три улоге у филмовима: као војник у Фиксним бајонетима! (1951), боксерски тренер у Морнари, пазите се! (1952), и младић у Да ли је неко видео моју девојку? (1952). Док се борио да добије улоге у Холивуду, Дин је такође радио као чувар паркинга у студију ЦБС, за то време је упознао Роџерса Брекета, директора рекламне агенције, који му је понудио професионалну помоћ и смернице у каријери коју је изабрао, као и преноћиште. Бракет је отворио врата Дину и помогао му да добије своју прву главну улогу на Бродвеју у Видети јагуара.
У јулу 1951, Дин се појавио на Алиас Џејн До, чији је продуцент био Бракет. Октобра 1951, након охрабрења глумца Џејмса Витмора и савета његовог ментора Роџера Брекета, Дин се преселио у Њујорк. Тамо је радио као каскадерски тестер за игру Беат тхе Цлоцк, али је касније отпуштен јер је наводно пребрзо обављао задатке. Такође се појављивао у епизодама неколико телевизијских серија ЦБС-а, The Web, Studio One, и Lux Video Theatre, пре него што је добио пријем у Actors Studio да студира метод глуму код Лија Стразберга. Године 1952. играо је улогу новинара у филму Deadline – U.S.A., са Хамфријем Богартом у главној улози.
Поносан на ова достигнућа, Дин је у писму својој породици из 1952. године назвао Actors Studio „највећом позоришном школом. У њој се налазе велики људи као што су Марлон Брандо, Џули Харис, Артур Кенеди, Милдред Данок, Ели Волах... мало ко улази у то... То је најбоља ствар која се може десити глумцу. Ја сам један од најмлађих коме припада." Тамо је био друг из разреда и близак пријатељ са Керолом Бејкером, поред кога ће на крају и глумити. у Диву (1956). Динова каријера је кренула и он је наступао у наредним епизодама телевизијских емисија из раних 1950-их као што су Kraft Television Theatre, Robert Montgomery Presents, The United States Steel Hour, Danger, и General Electric Theater. Једна рана улога, за ЦБС серију Омнибус у епизоди "Слава у цвету", видела је да је Дин тумачио тип незадовољног младића коју ће касније глумити у Бунтовнику без разлога (1955). Овог лета 1953. године у програму је била песма "Луд човек, луд", један од првих драмских ТВ програма који је приказивао рокенрол.
По завршетку снимања филма Див, 30. септембра 1955. године Џејмс Дин креће на трке у Салинасу и гине у саобраћајној несрећи у својој двадесет петој години. Није доживео премијере својих филмова Бунтовник без разлога и Див и једини је глумац у историји Холивуда који је два пута постхумно био номинован за награду "Оскар".
Џејмс Дин је сахрањен на „Парк гробљу“ у Феримонту, а 1977. године близу места где је погинуо у Шоламу (Калифорнија) подигнут му је споменик.

## Наслеђе

### Биоскоп и телевизија
Амерички тинејџери из средине 1950-их, када су Динови главни филмови први пут објављени, идентификовали су се са Дином и улогама које је играо, посебно оном Џима Старка у Бунтовнику без разлога. Филм приказује дилему типичног тинејџера тог времена, који осећа да га нико, па ни његови вршњаци, не разуме. Хамфри Богарт је после Динове смрти прокоментарисао његов јавни имиџ и наслеђе: "Дин је умро у право време. Оставио је легенду. Да је преживео, никада не би могао да испуни свој публицитет."
Џо Хајамс каже да је Дин био „једна од ретких звезда, попут Рока Хадсона и Монтгомери Клифта, које и мушкарци и жене сматрају сексипилним“. Према Марџори Гарбер, овај квалитет је „оно екстра недефинисано нешто што чини звезду“. Динов апел је приписан потреби јавности да се неко заузме за обесправљене младе из тог доба, и атмосфери андрогиности коју је приказивао на екрану.
Мартин Шин је током своје каријере говорио о утицају Џејмса Дина. Говорећи о утицају који је Дин имао на њега, Шин је изјавио: „Сви његови филмови су имали дубок утицај на мој живот, на мој рад и на целу моју генерацију. Он је превазишао биоскопску глуму. То више није била глума, то је било људско понашање." За дебитантски филм Теренса Малика, Пустара, Шин је своју карактеризацију Кита Карутерса, убице из филма који је инспирисан Чарлс Старкведером, базирао на Дину.
Џони Деп је приписао Дину улогу катализатора који га је навео да пожели да постане глумац. Николас Кејџ је такође рекао да је пожелео да се бави глумом због Дина. „Почео сам да глумим јер сам желео да будем Џејмс Дин. Видео сам га у Бунтовнику без разлога, Источно од раја... Ништа није утицало на мене – ни рок песма, ни класична музика – као што је Дин утицао на мене у Рају. Одувало ме. Био сам као, 'То је оно што желим да радим', рекао је Кејџ. Роберт де Ниро је у интервјуу навео Дина као једну од његових глумачких инспирација. Леонардо Дикаприо је такође навео Дина као једног од својих омиљених и најутицајнијих глумаца. Када су га питали о томе које представе су му највише остале у интервјуу, Дикаприо је одговорио: „Сећам се да ме је Џими Дин невероватно дирнуо у Источно од раја. Било је нечег тако сировог и моћног у том наступу. Његова рањивост... његова збуњеност у вези са његовим читаву историју, његов идентитет, његов очај да буде вољен. Тај наступ ми је сломио срце."

## Филмографија
| Година | Наслов                            | Улога              | Режисер       | Белешке |
| ------ | --------------------------------- | ------------------ | ------------- | --- |
| 1951   | Fixed Bayonets!                   | Doggie             | Семјуел Фулер | Некредитован |
| 1952   | Морнари, пазите се!               | Тренер бокса       | Хал Вокер     | Некредитован |
| 1952   | Deadline – U.S.A.                 | Радник у копирници | Ричард Брукс  | Некредитован |
| 1952   | Да ли је неко видео моју девојку? | Младић код фонтане | Даглас Серк   | Некредитован |
| 1953   | Невоље на путу                    | Навијач            | Мајкл Кертиз  | Некредитован |
| 1955   | Источно од раја                   | Кал Траск          | Елија Казан   | Златни глобус за специјално остварење за најбољег драмског глумца Награда Јуси за најбољег страног глумца Номинован – Оскар за најбољег глумца Номинован – БАФТА за најбољег страног глумца |
| 1955   | Бунтовник без разлога             | Џим Старк          | Николас Реј   | Номинован – БАФТА за најбољег страног глумца Објављен постхумно |
| 1956   | Див                               | Џет Ринк           | Џорџ Стивенс  | Номинован – Оскар за најбољег глумца Објављен постхумно; последња улога. |
| 2017   | Уметник катастрофе                | Џим Старк          | Џејмс Франко  | Архивски снимци, објављен постхумно, некредитован. |

## Телевизијске емисије
- , "" (1. април 1951)
- , "" (20. фебруар 1952)
- , "" (3. март 1952)
- , "" (17. март 1952)
- , "" (21. мај 1952)
- , "" (26. мај 1952)
- , "" (2. јун 1952)
- , "" (15. јануар 1953)
- , "" (29. јануар 1953)
- , "" (8. фебруар 1953)
- , "" (14. април 1953)
- , "" (16. април 1953)
- , "" (1. мај 1953)
- , "" (17. јул 1953)
- , "" (17. август 1953)
- , "" (25. август 1953)
- , "" (11. септембар 1953)
- , "" (4. октобар 1953)
- , "" (14. октобар 1953)
- , "" (16. октобар 1953)
- , "" (11. новембар 1953)
- , "" (17. новембар 1953)
- ,  (23. новембар 1953)
- , "" (30. март 1954)
- , "" (5. септембар 1954)
- , "" (9. новембар 1954)
- , "" (14. новембар 1954)
- , "" (12. децембар 1954)
- , "" (4. јануар 1955)
- , "" (10. март 1955) - појавио се у промотивном интервјуу за филм Источно од раја који је приказан након емисије
- , "" (6. мај 1955)

## Позоришне представе
- "" (1952)
- "" (1952)
- "" (1953)
- "" (1954)
- "" (1954)